# 공명음
공명음(共鳴音, 영어: sonorant)이란 성도에서 난류 없이 부드럽고 연속적으로 공기가 흘러 만들어지는 말소리이다. 세계의 언어에서 공명음은 대부분 유성음으로 나타나지만, 무성 공명음이 나타나는 언어도 있다. 모음은 공명음이며, ‘ㅁ’이나 ‘ㄹ’ 따위의 자음, 즉 접근음, 비음, 탄음, 전동음도 공명음에 속한다. 향음(響音)이라고도 부른다.
과거에는 ‘resonant’라는 용어가 이 뜻으로 쓰였으며, ‘sonorant’는 공명음 가운데 모음과 반모음이 아닌 것만을 가리키는 더 좁은 의미로 쓰이기도 했다. 오늘날 두 용어는 같은 뜻으로 쓰인다.

## 종류
장애음은 무성음인 경우가 많은 반면, 공명음은 거의 언제나 유성음이다. 다음과 같은 공명 자음을 갖는 언어를 흔히 볼 수 있다. 비음 /m/, /n/, 반모음 /w/, /j/, 유음 /l/, /r/. 공명도 위계에서 마찰음보다 높은 위치에 있는 소리들은 모두 공명음이며, 많은 언어에서 공명 자음은 음절의 핵이 될 수 있다.
공명음이 아닌 소리를 장애음이라고 부른다. 장애음은 공기의 흐름이 끊기거나 난류가 생겨서 나는 소리로, 파열음과 마찰음 따위가 속한다.
입의 뒤쪽이나 목구멍에서 나는 자음의 경우, 접근음과 유성 마찰음 사이의 구별은 매우 흐릿하며 둘을 구별하는 언어는 알려진 바 없다. 즉, 구개수·인두·성문 마찰음은 같은 위치의 접근음과 대립하는 경우가 없다.

### 무성 공명음
무성 공명음은 드물게 나타난다. 세계 언어의 약 5%에 무성 공명음 음소가 존재한다. 무성 공명음은 매우 조용하게 발음되는 경향이 있다.
무성 공명음 음소가 존재하는 언어에는 반드시 그에 대응하는 유성 공명음 음소가 있다. 예를 들어 /r̥/을 음소로 가진 언어가 있다면 그 언어에는 반드시 음소 /r/이 존재한다는 것이다.
무성 공명음은 오세아니아, 동아시아, 북아메리카, 남아메리카 지역의 언어에서 가장 흔하게 나타난다. 오스트로네시아어족, 중국티베트어족, 나데네어족, 에스키모알류트어족과 같은 몇몇 어족에는 더 흔하게 나타난다.
무성 공명음 음소가 나타나는 유럽 언어로는 웨일스어가 있다. 웨일스어에는 무성 치경 전동음 /r̥/ 및 무성 연구개·치경·양순 비음 음소가 나타난다. 또다른 유럽 언어의 예는 아이슬란드어로, 유성음 /l r n m ɲ ŋ/에 각각 대응하는 무성음 음소 /l̥ r̥ n̥ m̥ ɲ̊ ŋ̊/가 존재한다.
고대 그리스어의 일부 방언에 무성음 [r̥ l̥ ʍ], 그리고 어쩌면 [m̥ n̥]가 나타났다는 가설이 있다. 고전기 그리스의 아티케 그리스어는 어두에서 /r/의 변이음으로 [r̥]을 가졌을 가능성이 높으며, 어중에서 /r/이 장음화되었을 때도 무성음이 되었을지도 모른다. 이로 인해 그리스어에서 기원한 영어 차용어는 어두에 ‘rh’, 어중에 ‘rrh’가 나타나는 경우가 많다(‘rhetoric’, ‘diarrhea’ 따위.)

## 예시
한국어의 공명 자음 음소는 ‘ㅁ, ㄴ, ㅇ, ㄹ’(/m, n, ŋ, ɾ~l/)의 4개가 있다. 영어에는 /l/, /m/, /n/, /ŋ/, /ɹ/, /w/, /j/의 7개가 있다.

## 음운 변화
통시적으로 무성 공명음은 유성음으로 변하거나 마찰음 따위로 강화되려는 경향이 크다.

## 같이 보기
- 장애음
- 지속음
- 유음